# Ившина, Ирина Борисовна
Ири́на Бори́совна И́вшина (род. 12 июня 1950, Молотов) — российский микробиолог. Академик РАН (2016, член-корреспондент с 2003), доктор биологических наук. Заведующая лабораторией алканотрофных микроорганизмов Института экологии и генетики микроорганизмов (ИЭГМ) УрО РАН (с 1988) и профессор кафедры микробиологии и иммунологии биологического факультета ПГНИУ (с 1998). Вице-президент Российского микробиологического общества.

## Биография
Окончила с отличием биологический факультет Пермского государственного университета им. А. М. Горького (1972).
В 1972—1975 годах — младший научный сотрудник ЕНИ альма-матер. С 1975 года младший, с 1983 года — старший научный сотрудник, с 1988 года — заведующая лабораторией алканотрофных микроорганизмов Института экологии и генетики микроорганизмов Уральского отделения РАН.
В 1982 году защитила диссертацию «Биология бактерий рода Rhodococcus, усваивающих пропан и бутан» на степень кандидата биологических наук (Институт микробиологии и вирусологии имени Д. К. Заболотного), а в 1997 году — докторскую диссертацию в форме научного доклада «Бактерии рода Rhodococcus: иммунодиагностика, детекция, биоразнообразие» (Челябинская государственная медицинская академия).
С 1996 года — доцент, с 1998 года — профессор кафедры микробиологии и иммунологии Пермского университета. С 2006 года входила в состав экспертного совета ВАК РФ по биологическим наукам.
28 октября 2016 года была избрана академиком РАН, перед тем с 2003 года член-корреспондент РАН по Отделению общей биологии (микробиология и биотехнологии).

## Научная деятельность
Область научных интересов — общая микробиология, систематика бактерий, микробная экология, биотехнология, коллекционное дело и биоинформатика.
Исследует биологию и систематику актиномицетов рода Rhodococcus, участвующих в окислении газообразных и жидких углеводородов. Руководила созданием Региональной профилированной коллекции алканотрофных микроорганизмов, входящей в перечень Уникальных научных установок (УНУ), действующих в РФ. По результатам проведённых исследований получено 30 патентов на изобретение РФ. Под её руководством защищено 17 кандидатских и 3 докторских диссертации по микробиологии.

## Основные работы

### Научные работы
- Ившина И. Б., Пшеничнов Р. А., Оборин А. А. Пропанокисляющие родококки. Свердловск: УрО РАН СССР, 1988;
- Толстиков А. Г., Толстиков Г. А., Ившина И. Б. и др. Современные проблемы ассимитрического синтеза. Екатеринбург: УрО РАН, 2003.

### Беллетристика
- Ившина И. Б. Правила жизни // Университет. № 15. 2021. С. 8–11.

## Награды
- Медаль ордена «За заслуги перед Отечеством» II степени (1999).
- Диплом I степени лауреата именной премии Пермского края (2000).
- Премия Правительства Российской Федерации в области науки и техники (2008).
- Почётные грамоты  Российской академии наук и Профсоюза работников РАН, Уральского отделения РАН и Правительства Пермского края.
- Строгановская премия в номинации “За выдающиеся достижения в науке и технике” (2014).